# Pietranico
Pietranico är en kommun i provinsen Pescara i regionen Abruzzo, Italien. Kommunen hade 471 invånare (2018) och gränsar till kommunerna Alanno, Brittoli, Castiglione a Casauria, Civitaquana, Corvara, Cugnoli, Pescosansonesco och Torre de' Passeri.  